# Карпатско наречје русинског језика
Карпатско наречје русинског језика, такође познато и као источно или северно карпатско-русинско наречје, једно је од два основна наречја јединственог русинског језика. Овим наречјем, које обухвата неколико дијалеката, говори онај део русинског народа који живи у својим матичним карпатским областима, првенствено на подручју Закарпатске области у данашњој Украјини, а такође и у суседним крајевима на југоистоку Пољске, североистоку Словачке, североистоку Мађарске и северу Румуније.
Језичку баштину карпатских Русина одликује велика дијалектолошка разноврсност, на шта се надовезује и низ сложених етнолингвистичких и социолингвистичких питања, тако да у оквирима русинистике (и шире у оквирима славистике) постоји неколико дефиниција овог језичког корпуса, а такође и неколико различитих класификација карпатско-русинских регионалних дијалеката и локалних говора (субдијалеката).
Иако су признањем русинског језика као мањинског језика у Пољској, Словачкој, Мађарској и Румунији створени предуслови за пуну језичку афирмацију и стандардизацију локалних русинских дијалеката, такво признање је изостало у случају Украјине, која још увек није признала пуну националну самобитност русинског народа, услед чега се русински језик од стране украјинских лингвиста третира као део ширег украјинског језичког корпуса.
Многа питања која се односе на статус и класификацију овог наречја (и русинског језика у целини), предмет су бројних расправа и спорова у стручним лингвистичким круговима, а такође и у широј русинској, односно словенској јавности.
Крајем 2019. године, поједини лингвисти су извршили покушај поделе јединственог русинског језика на два посебна језика, путем уздизања овог (карпатско-русинског) и другог (панонско-русинског) наречја на статус посебних језика, са предложеним називима: Источнорусински језик и Јужнорусински језик, али предлог за поделу, односно укидање јединственог русинског језика путем стварања два посебна (одвојена) језика, одбијен је почетком 2020. године од стране Међународне организације за стандардизацију (ISO).